# 1891 في المملكة المتحدة
فيما يلي قوائم الأحداث التي وقعت خلال عام 1891 في المملكة المتحدة.

## رياضة
- 1 يناير – بطولة ويمبلدون 1891

## ظهور
- 1 يناير – المشكلة الأخيرة

## كتب
من الكتب التي صدرت هذه السنة في المملكة المتحدة:
- 1 يناير – الجماعة البيضاء من تأليف آرثر كونان دويل.
- 1 يناير – تيس أوڤ ذي ديربيرڤلز من تأليف توماس هاردي.

## مواليد

### يناير
- 1 يناير – أوستين هاريسون مهندس معماري بريطاني.
- 14 يناير – بيلي ارمسترونغ

### فبراير
- 9 فبراير – رونالد كولمان
- 26 فبراير – فريد غودوينس

### مارس
- 3 مارس – آرثر دريوري
- 10 مارس – روبرت فورغان سياسي بريطاني.
- 25 مارس – تشارلي وايت ملاكم من المملكة المتحدة.

### أبريل
- 22 أبريل – هارولد جيفريز
- 26 أبريل – هاري كوردينج ممثل بريطاني.

### مايو
- 17 مايو – الأميرة الكسندرا دوقة فايف الثانية

### يونيو
- 6 يونيو – ليونارد هاسي
- 14 يونيو – توماس لانس درّاج طريق من المملكة المتحدة.
- 30 يونيو – ستانلي سبنسر رسام من المملكة المتحدة.

### أغسطس
- 12 أغسطس – سي. إي. إم. جود
- 30 أغسطس – هنري تندي جندي من المملكة المتحدة.

### سبتمبر
- 21 سبتمبر – جورج كاي

### أكتوبر
- 8 أكتوبر – إلين ويلكنسون
- 14 أكتوبر – بيل لادبوري
- 20 أكتوبر – جيمس تشادويك

### نوفمبر
- 3 نوفمبر – إرنست بيري لاعب كرة قدم.
- 28 نوفمبر – جاك الديرسون لاعب كرة قدم إنجليزي.
- 30 نوفمبر – جون رايت جغرافي من الولايات المتحدة الأمريكية.

### ديسمبر
- 10 ديسمبر – هارولد ألكسندر
- 14 ديسمبر – وليم سليم

## وفيات

### يناير
- 2 يناير – الكسندر وليم كنغليك (مواليد 1809)

### أبريل
- 29 أبريل – جيمس غامبل (مواليد 1803) رائد أعمال من الولايات المتحدة الأمريكية.

### يونيو
- 6 يونيو – جون ماكدونالد (مواليد 1815)
- 9 يونيو – هنري إدواردز (مواليد 1827)
- 11 يونيو – باربارا بوديكون (مواليد 1827)
- 23 يونيو – نورمان بوغسون (مواليد 1829) عالم فلك بريطاني.

### أكتوبر
- 15 أكتوبر – توماس بلاكيستون (مواليد 1832)
- 30 أكتوبر – فردريك هنري أمبروز سكريفنر (مواليد 1813) ثيولوجي من المملكة المتحدة.